# Szarvaspatak

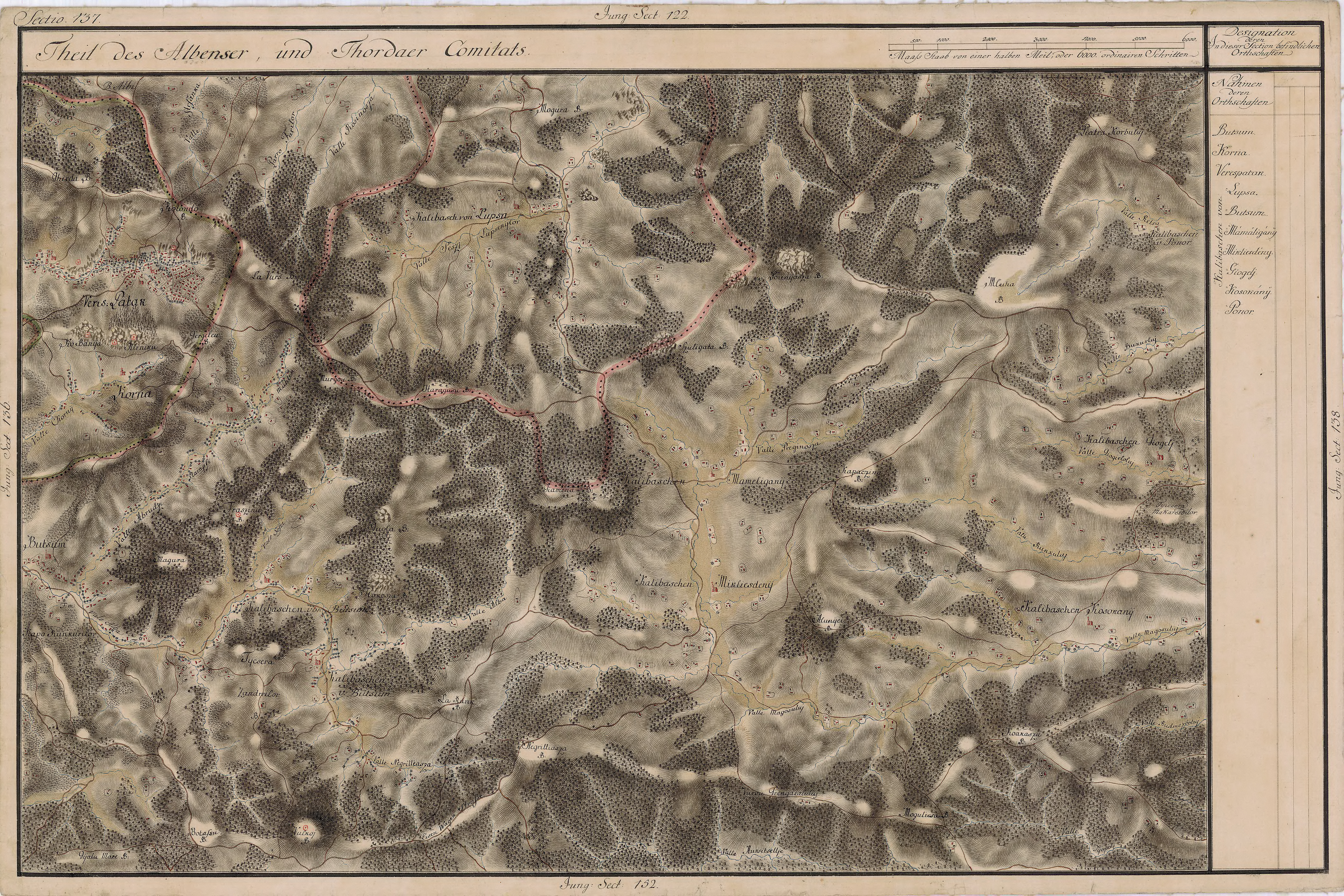
Szarvaspatak környéke 1770 körül

Szarvaspatak (1899-ig Korna, románul Corna) falu Romániában Fehér megyében.

## Fekvése
Topánfalvától 16 km-re délkeletre fekszik.

## Története
Neve a román corn (= somfa) főnévből származik, melyet a magyarban a  szó hasonló, szarv jelentése alapján fordítottak le.
1910-ben 785, túlnyomórészt román lakosa volt. A trianoni békeszerződésig Alsó-Fehér vármegye Verespataki járásához tartozott.
2001-ben Verespatak 3872 lakosából 3518 román, 289 cigány és 55 magyar volt.
A falu jövője bizonytalan, mivel helyén aranybányát akarnak nyitni.